# Саліна-Крус
Салі́на-Крус (ісп. Salina Cruz) — місто на півдні Мексики, в штаті Оахака, порт в затоці Теуантепек. Населення 76 219 чоловік (2005).

## Клімат
Місто знаходиться у зоні, котра характеризується кліматом тропічних саван. Найтепліший місяць — травень із середньою температурою 28.9 °C (84 °F). Найхолодніший місяць — січень, із середньою температурою 25.6 °С (78 °F).
| Клімат Саліни-Крус      | Клімат Саліни-Крус | Клімат Саліни-Крус | Клімат Саліни-Крус | Клімат Саліни-Крус | Клімат Саліни-Крус | Клімат Саліни-Крус | Клімат Саліни-Крус | Клімат Саліни-Крус | Клімат Саліни-Крус | Клімат Саліни-Крус | Клімат Саліни-Крус | Клімат Саліни-Крус | Клімат Саліни-Крус |
| Показник                | Січ.               | Лют.               | Бер.               | Квіт.              | Трав.              | Черв.              | Лип.               | Серп.              | Вер.               | Жовт.              | Лист.              | Груд.              | Рік                |
| Абсолютний максимум, °C | 32                 | 33                 | 35                 | 36                 | 36                 | 36                 | 35                 | 36                 | 35                 | 33                 | 34                 | 33                 | 36                 |
| Середній максимум, °C   | 29                 | 29                 | 30                 | 31                 | 32                 | 31                 | 31                 | 31                 | 30                 | 30                 | 30                 | 29                 | 30                 |
| Середня температура, °C | 25                 | 25                 | 26                 | 27                 | 28                 | 28                 | 27                 | 28                 | 26                 | 26                 | 26                 | 25                 | 26                 |
| Середній мінімум, °C    | 22                 | 22                 | 23                 | 24                 | 25                 | 25                 | 24                 | 25                 | 23                 | 23                 | 23                 | 22                 | 23                 |
| Абсолютний мінімум, °C  | 16                 | 17                 | 17                 | 18                 | 21                 | 18                 | 20                 | 20                 | 20                 | 18                 | 16                 | 17                 | 16                 |
| Норма опадів, мм        | 0                  | 0                  | 10                 | 10                 | 80                 | 290                | 110                | 130                | 170                | 100                | 20                 | 0                  | 970                |
| Днів з дощем            | 1                  | 1                  | 1                  | 1                  | 6                  | 15                 | 9                  | 11                 | 10                 | 6                  | 2                  | 1                  | 70                 |
| Вологість повітря, %    | 60                 | 63                 | 64                 | 67                 | 70                 | 76                 | 71                 | 71                 | 73                 | 66                 | 59                 | 61                 | 67                 |
| ----------------------- | ------------------ | ------------------ | ------------------ | ------------------ | ------------------ | ------------------ | ------------------ | ------------------ | ------------------ | ------------------ | ------------------ | ------------------ | ------------------ |
| Джерело: Weatherbase    |                    |                    |                    |                    |                    |                    |                    |                    |                    |                    |                    |                    |                    |